# Edesia
Edesia (fl. siglo V) fue una filósofa griega neoplatónica. 

## Biografía
Damascio la describió en su obra Vida de Isidoro, como «la mejor y más bella de las mujeres de Alejandría».[cita requerida]
Era hija de Olimpiodoro el Viejo, maestro del filósofo Proclo en Alejandría. Olimpiodoro intentó que su alumno se casase con su hija, enlace del que también estaría a favor su pariente Siriano, director de la Academia de Platón en Atenas. Pero Edesia contrajo matrimonio con Hermias, filósofo neoplatónico y profesor en Alejandría. Con él tuvo dos hijos, Amonio de Hermia y Heliodoro de Alejandría.
A la muerte de Hermias, Edesia se trasladó a Atenas con sus hijos para que estudiaran en la Academia, entonces dirigida por Proclo. Ambos jóvenes llegarían a convertirse en grandes filósofos.
Murió a una avanzada edad y el propio Damascio compuso y recitó un poema en su funeral.